# Тибетское письмо

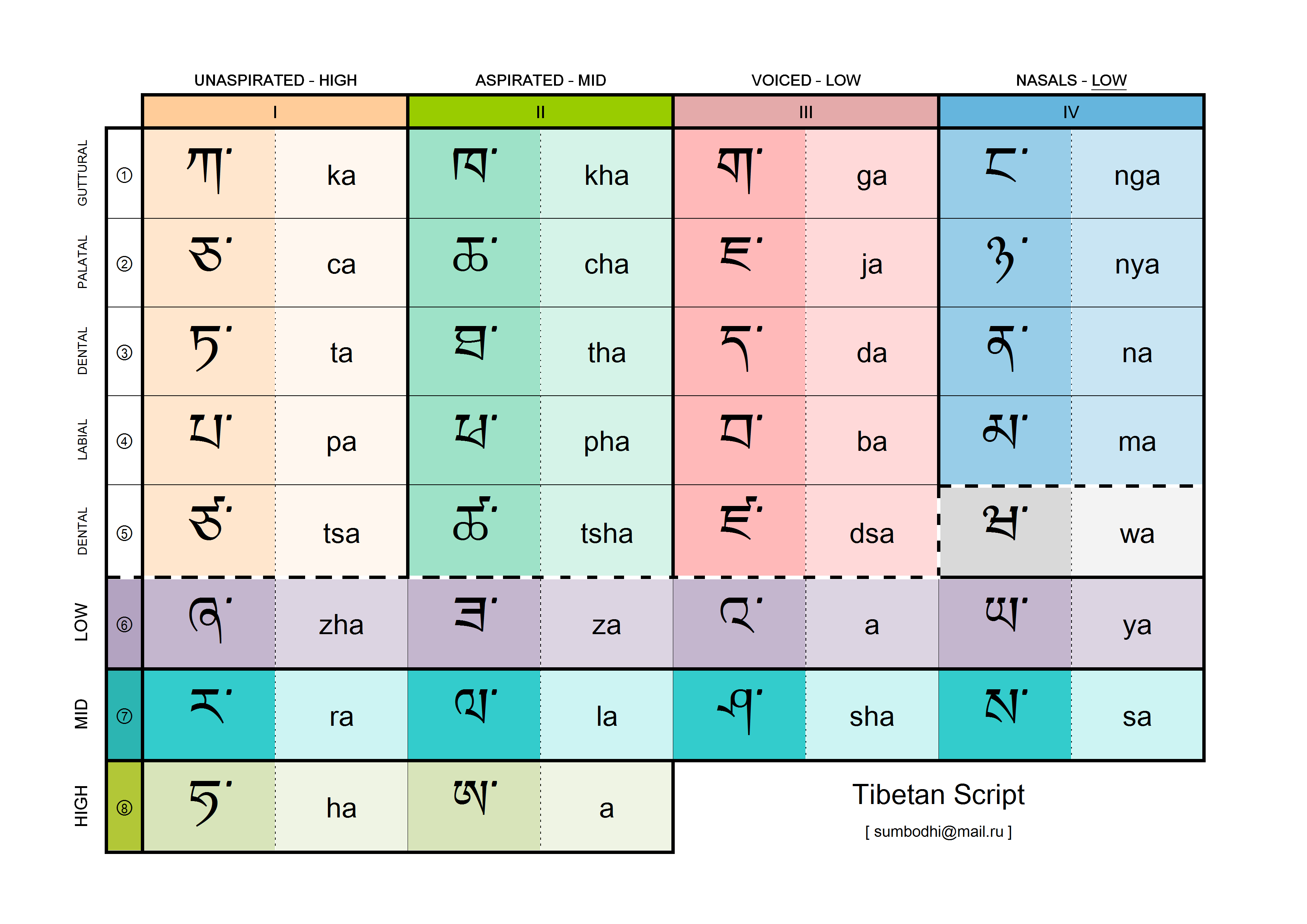

Тибетское письмо (тиб. བོད་ཡིག་གི་གསལ་བྱེད།) — алфавит, используемый в тибетском языке и некоторых других родственных ему языках (дзонг-кэ и др.). Состоит из 30 букв-слогов. Создан, вероятно, на основе письма гупта в VII веке. Имеет статус официального письма для записи тибетского языка в Тибетском автономном районе Китайской Народной Республики, балти в союзной территории Индии Ладакх, ладакхского языка в Индии и Пакистане, йолмо и цангла в Непале и, наряду с деванагари, в индийском штате Сикким для шерпского и сиккимского языков. Единственная официальная письменность Бутана, используемая для записи языка дзонг-кэ. Также используется для записи санскрита в Тибете, в основном, в религиозной литературе.

## Алфавит
| ཀ        | ཁ          | ག         | ང         |
| ка (ka)  | кха (kha)  | га (ga)   | нга (nga) |
| ཅ        | ཆ          | ཇ         | ཉ         |
| ча (ca)  | чха (cha)  | джя (ja)  | нья (nya) |
| ཏ        | ཐ          | ད         | ན         |
| та (ta)  | тха (tha)  | да (da)   | на (na)   |
| པ        | ཕ          | བ         | མ         |
| па (pa)  | пха (pha)  | ба (ba)   | ма (ma)   |
| ཙ        | ཚ          | ཛ         | ཝ         |
| ца (tsa) | цха (tsha) | дза (dza) | ва (wa)   |
| ཞ        | ཟ          | འ         | ཡ         |
| жа (zha) | за (za)    | а ('a)    | йа (ya)   |
| ར        | ལ          | ཤ         | ས         |
| ра (ra)  | ла (la)    | ша (sha)  | са (sa)   |
| ཧ        | ཨ          |           |           |
| ха (ha)  | а (a)      |           |           |

В скобках указана транслитерация Вайли.
Кроме того, существуют несколько «перевёрнутых» букв для передачи церебральных звуков санскритского алфавита деванагари, отсутствующих в тибетском языке:
| ཊ       | ཋ         | ཌ       | ཎ       | ཥ       |
| ṭa (Ta) | ṭha (Tha) | ḍa (Da) | ṇa (Na) | ṣa (Sa) |

Для передачи «ф» в китайских заимствованиях используется лигатура ཧྥ.
Существует классическое правило транслитерировать санскритские च छ ज झ (ca cha ja jha) как ཙ ཚ ཛ ཛྷ (tsa tsha dza dzha), соответственно, что отражало восточноиндийское, или неварское произношение. Сейчас используются и буквы ཅ ཆ ཇ ཇྷ (ca cha ja jha).
Гласные пишутся над или под слогом:
| ཀི       | ཀུ       | ཀེ       | ཀོ       |
| ки (ki) | ку (ku) | ке (ke) | ко (ko) |

## Каллиграфия
- Стиль «Рыба»

- Стиль «Жук»

## Скоропись
Тибетская скоропись называется умэ (тиб. དབུ་མེད་ — «без головы»).

### Программы
- «Титло» — переводчик чисел, записанных тибетскими буквами.